# ناسو نو يويتشي
ناسو نو يويتشي (باليابانية: 那須 与一، بالروماجي: Nasu no Yoichi)، (وفاة 1232)، محارب ساموراي ياباني قاتل إلى جانب قبيلة ميناموتو خلال حرب غينبيه، وإشتهر برميته الإسطورية التي أسقطت مروحة يدوية على سفينة لتايرا في البحر.

## حرب غينبيه
في حرب غينبيه التي دارت بين قبيلتي ميناموتو وتايرا، قاتل ناسو نو يويتشي إلى جانب قبيلة ميناموتو، وإشتهر على الخصوص في معركة ياشيما عندما إلتفت قوات يوشيتسونيه حول الجزيرة عن طريق البحر لتفاجئ قوات تايرا من الخلف، هرب جنود تايرا بسفنهم إلى البحر، حيث ذكر في حكايات هيكيه بإن امرأة من تايرا على إحدى السفن أشهرت مروحة يدوية ورفعتها على عمود كتحدي لمحاربي ميناموتو لإسقاطها، تقدم ناسو نو يويتشي على ظهر حصانه ونزل إلى الماء ثم بإطلاقه سهم واحد فقط تمكن من إصابتها وإسقاطها لتسجل من إحدى أهم وأشهر الرميات في التاريخ الياباني.

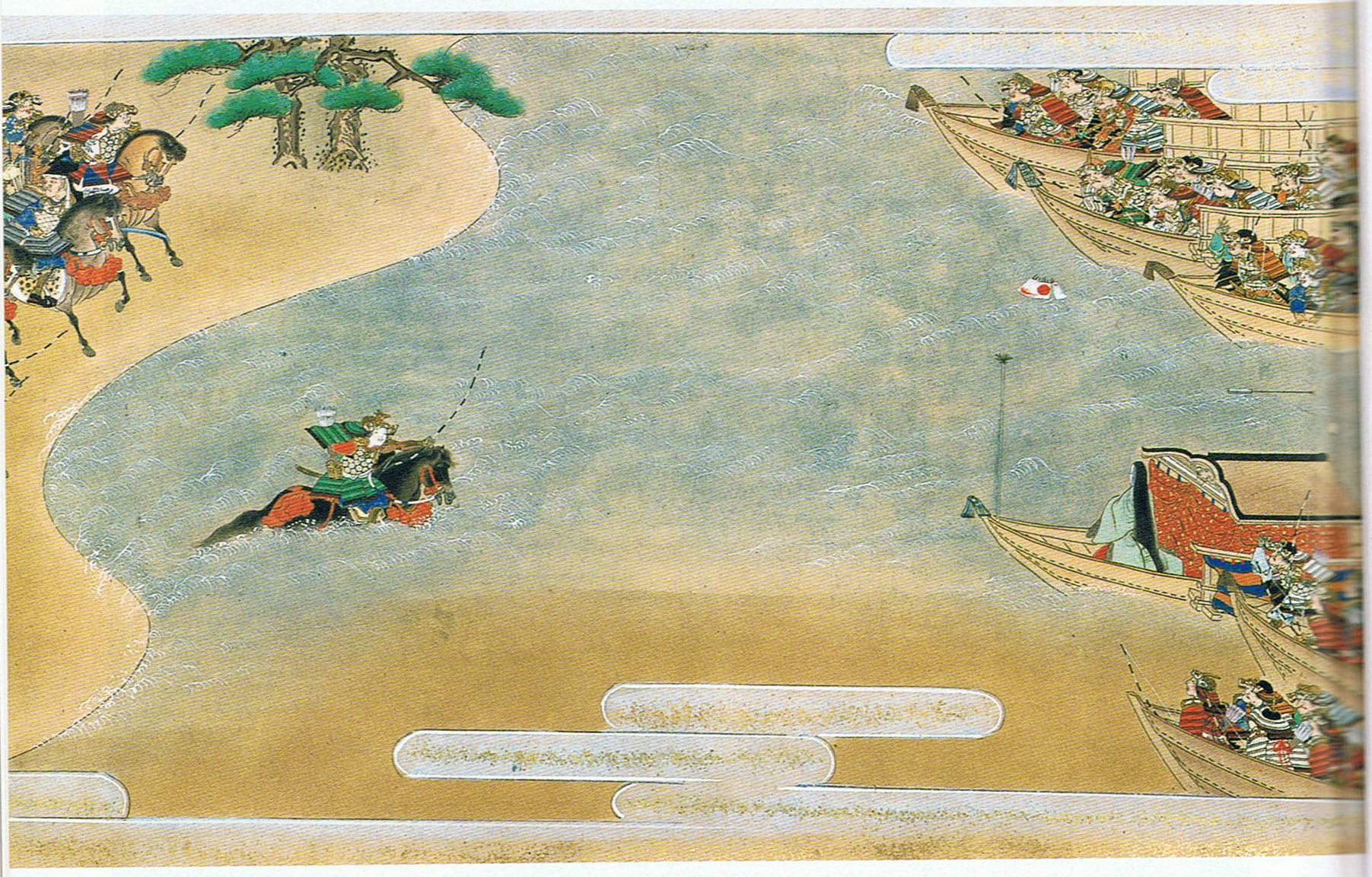
رسمة تصور «ناسو نو يويتشي» في حادثة إسقاطه للمروحة الموجودة على إحدى سفن تايرا في معركة ياشيما.

## بعد الحرب
بعد إنتهاء حرب غينبيه عُيّن حاكماً على قلعة توتوري [الإنجليزية]، لكنه خسر هذا المنصب لاحقاً لصالح كاجيوارا كاغيتوكي بعد إنتصار الأخير عليه في مباراة للصيد.
بعد موت ميناموتو نو يوريتومو، غادر ناسو نو يويتشي مقاطعة إيتشيغو [الإنجليزية] وأصبح راهب بوذي على طريقة "جودو شينشو"، ثم أسس معبداً إنتقل منذ ذلك الحين إلى الابن الأكبر لعائلة ناسو، ولأغراض إدارية تم التحفظ على سجلات مفصلة لورثة المعبد، يمكن إستعمالها لتتبع سلالة عائلة ناسو حتى الفترة التي تدمر فيها المعبد في الحرب العالمية الثانية.

## وفاته
يعتقد بأن يويتشي توفي عن عمر يناهز 64 عام، خلال حفل تكريمي عام 1232 في مدينة كوبيه للأشخاص الذين قتلوا في حرب غينبيه، أما مكان الدفن مختلف فيها، يوجد ثلاث مواقع مختلفة يقال بأنه دفن فيها، يعتبر المكان الرئيسي هو ضريح سوجو-ين [اليابانية] في كيوتو، يحكى أن شقيقه دفنه في ضريح تهدم وأعيد بناءه لاحقاً باسم غينشو-جي [اليابانية] في مدينة أوتاوارا وهو ما تعتبره عائلة ناسو الضريح الرئيسي له، كما يقال أيضاً بأنه دفن في ضريح هيكي أونجي سوشوين، الموجود في مدينة كوبيه.

## في الثقافة الشعبية
- ظهر كشخصية رئيسية في أنمي ومانغا "دريفترز"، بشكل شاب بعمر 19 عام، وأداء صوتي من قبل ميتسوكي سايغا.
- ظهرت قصة ناسو نو يويتشي وإصابته المروحة على السفينة بشكل مختصر جداً في فيلم "حرب الراكون"، من إنتاج إستوديو غيبلي، كتحول من تحولات الراكون العجوز.
- في مانغا «هايسكول إناري تامامو-تشان»، حيث تحورت القصة بشكل أن ناسو نو يويتشي هو «تينكو فوشيمي» التي لديها مهارات أسطورية بالقوس والسهم، لكنها تخفي حقيقتها بأنها ثعلب حارس.